# دنیس کریووشلیکوف
دنیس کریووشلیکوف (روسی: Денис Иванович Кривошлыков؛ زادهٔ ۱۰ مهٔ ۱۹۷۱) بازیکن هندبال اهل روسیه بود.
وی همچنین برندهٔ جوایزی همچون نشان دوستی شده‌است.